# Xã Equality, Quận Gallatin, Illinois
Xã Equality (tiếng Anh: Equality Township) là một xã thuộc quận Gallatin, tiểu bang Illinois, Hoa Kỳ. Năm 2010, dân số của xã này là 849 người.